# Кошки-мышки (фильм, 2023)
«Кошки-мышки» — американский психологический триллер, драма режиссёра Сюзанны Фогель. Сценарий Мишель Эшфорд основан на одноимённом рассказе 2017 года, написанном Кристен Рупениан для The New Yorker. В фильме снимаются Эмилия Джонс, Николас Браун, Джеральдин Висванатан, Хоуп Дэвис, Майкл Гандольфини, Лайза Коши, Фред Меламед, Айзек Коул Пауэлл, и Изабелла Росселлини.

## Сюжет
У 20-летней студентки второго курса колледжа Марго короткие отношения с Робертом, мужчиной старше по возрасту, который часто посещает кинотеатр, где она работает.

## В ролях
- Эмилия Джонс — Марго
- Николас Браун — Роберт
- Джеральдин Висванатан  — Тейлор
- Хоуп Дэвис — Келли
- Майкл Гандольфини — Питер
- Лиза Коши — Бет
- Фред Меламед[англ.] — доктор Резник
- Айзек Коул Пауэлл[англ.] — Клэй
- Изабелла Росселлини — доктор Энид Забала
- Дональд Элиза Уоткинс

## Производство
«Кошатник» — вирусный рассказ 2017 года, написанный Кристен Рупениан для The New Yorker. 20 июня 2021 года StudioCanal и Imperative Entertainment объявили, что будут сотрудничать в адаптации рассказа в психологический триллер с режиссёром Сюзанной Фогель по сценарию Мишель Эшфорд, а Николас Браун и Эмилия Джонс будут играть главные роли. В октябре 2021 года Джеральдин Висванатан, Хоуп Дэвис, Майкл Гандольфини, Лиза Коши, Фред Меламед, Айзек Коул Пауэлл, Изабелла Росселлини и Дональд Элиз Уоткинс присоединились к актёрскому составу. Производство началось 14 октября 2021 года.